# 徳島県小学校一覧
徳島県小学校一覧（とくしまけんしょうがっこういちらん）は、徳島県の小学校の一覧。

## 国立小学校
- 鳴門教育大学附属小学校

## 公立小学校

### 徳島市
- 徳島市内町小学校
- 徳島市助任小学校
- 徳島市佐古小学校
- 徳島市千松小学校
- 徳島市新町小学校
- 徳島市富田小学校
- 徳島市昭和小学校
- 徳島市福島小学校
- 徳島市城東小学校
- 徳島市沖洲小学校
- 徳島市津田小学校
- 徳島市八万小学校
- 徳島市八万南小学校
- 徳島市加茂名小学校
- 徳島市加茂名南小学校
- 徳島市方上小学校
- 徳島市大松小学校
- 徳島市論田小学校
- 徳島市宮井小学校
- 徳島市渋野小学校
- 徳島市不動小学校
- 徳島市上八万小学校
- 徳島市一宮小学校
- 徳島市入田小学校
- 徳島市川内北小学校
- 徳島市川内南小学校
- 徳島市応神小学校
- 徳島市国府小学校
- 徳島市北井上小学校
- 徳島市南井上小学校

### 鳴門市
- 鳴門市板東小学校
- 鳴門市堀江北小学校
- 鳴門市堀江南小学校
- 鳴門市明神小学校
- 鳴門市鳴門西小学校
- 鳴門市大津西小学校
- 鳴門市撫養小学校
- 鳴門市第一小学校
- 鳴門市黒崎小学校
- 鳴門市林崎小学校
- 鳴門市桑島小学校
- 鳴門市里浦小学校

### 小松島市
- 小松島市立南小松島小学校
- 小松島市立櫛渕小学校
- 小松島市立北小松島小学校
- 小松島市立小松島小学校
- 小松島市立児安小学校
- 小松島市立坂野小学校
- 小松島市立芝田小学校
- 小松島市立新開小学校
- 小松島市立立江小学校
- 小松島市立千代小学校
- 小松島市立和田島小学校

### 阿南市
- 阿南市立新野小学校
- 阿南市立新野東小学校
- 阿南市立今津小学校
- 阿南市立岩脇小学校
- 阿南市立大野小学校
- 阿南市立桑野小学校
- 阿南市立宝田小学校
- 阿南市立橘小学校
- 阿南市立津乃峰小学校
- 阿南市立椿小学校
- 阿南市立椿泊小学校
- 阿南市立富岡小学校
- 阿南市立中野島小学校
- 阿南市立長生小学校
- 阿南市立羽ノ浦小学校
- 阿南市立平島小学校
- 阿南市立福井小学校
- 阿南市立見能林小学校
- 阿南市立山口小学校
- 阿南市立横見小学校
- 阿南市立吉井小学校

### 吉野川市
- 吉野川市立牛島小学校
- 吉野川市立森山小学校
- 吉野川市立鴨島小学校
- 吉野川市立飯尾敷地小学校
- 吉野川市立西麻植小学校
- 吉野川市立知恵島小学校
- 吉野川市立川島小学校
- 吉野川市立学島小学校
- 吉野川市立山瀬小学校
- 吉野川市立高越小学校

### 阿波市
- 阿波市立一条小学校
- 阿波市立柿原小学校
- 阿波市立御所小学校
- 阿波市立土成小学校
- 阿波市立八幡小学校
- 阿波市立市場小学校
- 阿波市立大俣小学校
- 阿波市立久勝小学校
- 阿波市立伊沢小学校
- 阿波市立林小学校

### 美馬市
- 美馬市立江原南小学校
- 美馬市立江原北小学校
- 美馬市立脇町小学校
- 美馬市立岩倉小学校
- 美馬市立美馬小学校
- 美馬市立三島小学校
- 美馬市立穴吹小学校
- 美馬市立木屋平小学校

### 三好市
- 三好市立王地小学校
- 三好市立芝生小学校
- 三好市立箸蔵小学校
- 三好市立池田小学校
- 三好市立白地小学校
- 三好市立馬路小学校
- 三好市立三縄小学校
- 三好市立山城小学校
- 三好市立下名小学校
- 三好市立辻小学校
- 三好市立西井川小学校
- 三好市立東祖谷小学校
- 三好市立檪生小学校

### 勝浦郡
- 勝浦町立生比奈小学校
- 勝浦町立横瀬小学校
- 上勝町立上勝小学校

### 名東郡
- 佐那河内村立佐那河内小学校

### 名西郡
- 石井町立石井小学校
- 石井町立浦庄小学校
- 石井町立高原小学校
- 石井町立藍畑小学校
- 石井町立高川原小学校
- 神山町立広野小学校
- 神山町立神領小学校

### 那賀郡
- 那賀町立鷲敷小学校
- 那賀町立相生小学校
- 那賀町立木頭小学校

### 海部郡
- 牟岐町立牟岐小学校
- 美波町立日和佐小学校
- 美波町立由岐小学校
- 美波町立伊座利小学校
- 海陽町立海南小学校
- 海陽町立海部小学校
- 海陽町立宍喰小学校

### 板野郡
- 藍住町立藍住西小学校
- 藍住町立藍住東小学校
- 藍住町立藍住南小学校
- 藍住町立藍住北小学校
- 板野町立板野東小学校
- 板野町立板野南小学校
- 板野町立板野西小学校
- 上板町立松島小学校
- 上板町立神宅小学校
- 上板町立東光小学校
- 上板町立高志小学校
- 北島町立北島北小学校
- 北島町立北島小学校
- 北島町立北島南小学校
- 松茂町立松茂小学校
- 松茂町立喜来小学校
- 松茂町立長原小学校

### 美馬郡
- つるぎ町立貞光小学校
- つるぎ町立太田小学校
- つるぎ町立半田小学校

### 三好郡
- 東みよし町立昼間小学校
- 東みよし町立足代小学校
- 東みよし町立加茂小学校
- 東みよし町立三庄小学校

## 私立小学校
- 生光学園小学校
- 徳島文理小学校